# Prescott (Wisconsin)
Pour les articles homonymes, voir Prescott.
Prescott est une ville américaine située dans le comté de Pierce, au Wisconsin. Selon le recensement de 2010, sa population est de 4 258 habitants.
La ville est située à la confluence de la rivière Sainte-Croix et du Mississippi. Elle est nommée en l'honneur de Philander Prescott qui exploita un poste de traite sur ce lieu.